# 官厅站
官厅站（Guanting Railway Station）是丰沙铁路上的一个小火车站。该站位于河北省张家口市怀来县官厅镇境内，距离北京站102公里，沙城站19公里。车站等级为四等站。该车站建于1954年，为上行车站。